# 嵖岈山镇
嵖岈山镇，是中华人民共和国河南省驻马店市遂平县下辖的一个乡镇级行政单位。因嵖岈山位于境内，故名。境内旅游资源丰富，有嵖岈山、红石崖、平顶垛、银洞沟、狮象湖等风景名胜。先后被命名为河南省历史文化名镇、全国特色景观旅游名镇。

## 行政区划
嵖岈山镇下辖以下地区：
竹园村、常韩村、窗户台村、大里王村、海眼村、韩楼村、红石崖村、土山村、魏楼村、杨店村、赵庄村、周楼村和鲍庄村。